# Rod Belfitt
Roderick Michael "Rod" Belfitt, född 30 oktober 1945 i Doncaster, England, är en engelsk före detta professionell fotbollsspelare. 
Belfitt började sin fotbollskarriär som en framgångsrik anfallsspelare i Leeds United under lagets storhetstid under 1960- och 1970-talet. Han hade svårt att ta en ordinarie plats i Leeds och flyttade till Ipswich Town och därefter till Everton, Sunderland, Fulham och Huddersfield Town. Under sin spelarkarriär från 1964 till 1976 spelade han totalt 210 ligamatcher och gjorde 45 mål.